# باربرا دبليو. نيويل
باربرا دبليو. نيويل (بالإنجليزية: Barbara W. Newell)‏ هي مديرة أكاديمية أمريكية، ولدت في 19 أغسطس 1929 في بيتسبرغ في الولايات المتحدة.